# بروبيل ثيوراسيل
بروبيل ثيوراسيل (propylthiouracil): هو دواء يستخدم لعلاج فرط نشاط الغدة الدرقية.
- يتضمن فرط افراز الغدة الدرقية الناتج عن مرض جريفيز (Graves' disease) ومرض تضخم الدرقية السُمِّيّ عديد العقيدات (toxic multinodular goiter). يعتبر بروبيل ثيوراسيل فعال أكثر من ميثيمازول (methimazole) في حالات نوبة التسمم الدرقية (thyrotoxic crisis).من ناحية أخرى فهو يستخدم فقط في حال عدم وجود ميثيمازول، اوالتدخل جراحي، أواليود المشع. يؤخذ عن طريق الفم (حبوب).[2]

- الاثار الجانبية الأكثر انتشارا تتضمن: الحكة، تساقط الشعر، انتفاخ (تورم)،استفراغ، ألام بالعضلات، تنملأو صداع. وهنالك أثار جانبية أكثر خطورة مثل: مشاكل بالكبد وانخفاض عدد كريات الدم.استخدامة اثناء الحمل من الممكن ان يؤذي الجنين. بروبيل ثيوراسيل هو أحد الادوية من عائلة المضادة للدرقية.[3] يعمل عن طريق تقليل كمية افراز هرمون الدرقي المفرز من الغدة الدرقية ويمنع تحويل ثيروكسين (T4) إلى ثلاثي يودوثيرونين (T3).

- بدأ استخدام بروبيل ثيوراسيل في عام 1940.[4] وصنف في قائمة منظمة الصحة العالمية للادوية الأكثر اهمية والأكثر فاعلية وأمان في النظام الصحي.[5] سعره بالجملة في الدول النامية ما يقارب 3.62 دولار أمريكي في الشهر.[6] في المملكة المتحدة يكلف خدمة الصحة الوطنية بالمملكة المتحدة (NHS) ما يقارب 52.51 باوند.في الولايات المتحدة الأمريكية سعره بالجملة ما يقارب 38.34 دولار أمريكي بالشهر.[7]

## الأثار الجانبية
- بروبيل ثيوراسيل بشكل عام مقبول. وتظهر أثارة الجانبية على 1 من كل 100 شخص.الاثار الجانبية الأكثر انتشارا تتعلق بالجلد وتشمل الحكة، طفح جلدي، تساقط الشعر في منطقة المعدة، تصبغ في البشرة. وبعض الأثار الجانبية المنتشرة الأخرى مثل انتفاخ (تورم)، استفراغ، حرقة في المعد، ألم بالعضلات، تنمل، صداع، حساسية.[بحاجة لمصدر]

- الأثار الجانبية الجديرة بالملاحظة تتضمن: ندرة المحببات، فقر الدم اللاتنسجي.في اليوم 3 من يونيو عام 2009 . نشرت إدارة الأغذية و الأدوية (للولايات المتحدة) تحذيرا للعاملين في القطاع الصحي من مخاطر الدواء على الكبد تتمثل في الفشل الكبدي والوفاة الناتج عن إستخدام بروبيل ثيوراسيل."[8] ونتيجة للتحذير لم يعد يستخدم كالخيار الأول لمعالجة فرط نشاط الغدة الدرقية عند الأطفال والبالغين.[9]

وهنالك أثر جانبي واحد محتمل وهو ندرة المحببات وهو انخفاض عدد كريات الدم البيضاء في الدم، علامات وأعراض ندرة المحببات تتضمن، التهابات في الحلق، الامعاء، الجلد، مع شعور عام بالمرض وإرتفاع الحرارة. من الممكن أن يحصل إنخفاض في عدد صفيحات الدم (قلة الصفيحات) بما أن صفيحات الدم مهمة لتجلط الدم، فإن انخفاضهم يؤدي لنزيف حاد. حدوث الأثار الجانبية محتمل، يفضل قطع الدواء في حال تكرار حالات من التهاب الحلق عند المريض ومراجعة الطبيب.
- بعض الأثار الجانبية المهددة للحياة تكون مفاجئة وشديدة مثل فشل الكبد الحاد الذي يؤدي للوفاة أو الحاجة لزراعة كبد جديد، يحدث في ما يقارب 1 من كل 10,000 ممن يستخدمون بروبيل ثيوراسيل، ندرة المحببات منتشر حدوثه في أول ثلاث أشهر من بدء استخدام الدواء، أما فشل الكبد الحاد من الممكن أن يحدث في أي فترة خلال استخدام الدواء.[9]

### الحمل
يصنف بروبيل ثيويوراسيل من الفئة D من فئة السلامة أثناء الحمل. والفئة D تدل على وجود دليل أيجابي على خطر حياة الجنين. فوائد الدواء على الأم قد تفوق مخاطرة على الجنين في الحالات المهددة للحياة. يفضل بروبيل ثيويوراسيل على جارة ميثيمازول (الذي يصنف من الفئة D) في الثلث الأول من الحمل أو الأمرأة المتوقع حملها لأن ميثيمازول يزيد نسبة حصول تشوهات خلقية في الثلث الأول من الحمل. اما في الثلث الثاني والثالث من الحمل فأن مخاطر ميثيمازول على جنين تختفي ويفضل على بروبيل ثيويوراسيل.
التأثير الأساسي على الجنين هو دخول بروبيل ثيويوراسيل إلى الدورة الدموية للجنين وتسبب في حصول قصور الغدة الدرقية خفيف.بالعادة هذا القصور يختفي وحده بعد عدة أيام. القصور في الغدة من الممكن ان يراقب كضخامة الدرقية في حديثي الولادة.
نسبة حصول تضخم الغدة الدرقية عند حديث الولادة بعد استخدام بروبيل ثيويوراسيل تقارب 12%.

## آلية العمل

### الغدة الدرقية
بروبيل ثيوراسيل يحبط عمل إنزيم بروكسيديز الدرقي، الذي يعمل عادة في تكوين هرمون الغدة الدرقية عن طريق أكسدة يوديد(I-) إلى اليود (I0)، تسهيل اليود إلى ثايروسين يخلف الهرمون غلوبيولين درقي، وهذه أحد أهم مراحل تكوين ثيروكسين (T4).
بروبيل ثيوراسيل لا يحبط عمل ناقل يوديد الصوديوم المعتمد الموجود على الخلية جريبية. إحباط هذه الخطوة يحتاج محبطات تنافسية مثل بيركلورات وثيوسيانات.

## حركية دوائية
يؤخذ عن طريق الفم، ويصل الدواء إلى اعلى تركيزه في الدم في غضون ساعة، ويتركز في الغدة الدرقية مع الاعتماد على الأختلافات بين المرضى؛ فأن مفعول الدواء لا يظهر قبل 2-4 أشهر من بدأ الأستخدام. 70 % من الداء يرتبط مع البروتينويتأين في الحموضة الطبيعية للجسم. أما بالنسبة لميثيمازول فهو أقل أرتباطا في البروتين. والأثنان متساويان في مرورهما من المشيمة.
```
نصف عمر البلازما هو ساعة واحدة ولا يتغير بشكل ملحوظ حسب حالة الغدة الدرقية للمريض.بسبب تركزة في الغدة الدرقية، قد تستغرق فترات الجرعات 8 ساعات أو أكثر. 10% أو أقل تفرز دون تغيير، الجزء المتبقي يخضع لعملية الأيض الكبدي واسعة النطاق عن طريق 
اقتران غلوكوروني
.
```

## التركيب الكيميائي
بروبيل ثيوراسيل يتكون من إيثيل 3-أوكسوهكسانوات والثايوريا 

## التاريخ
تمت الموافقة عليه من قبل إدارة الغذاء والدواء الأمريكية عام 1947